# Palaeolagus

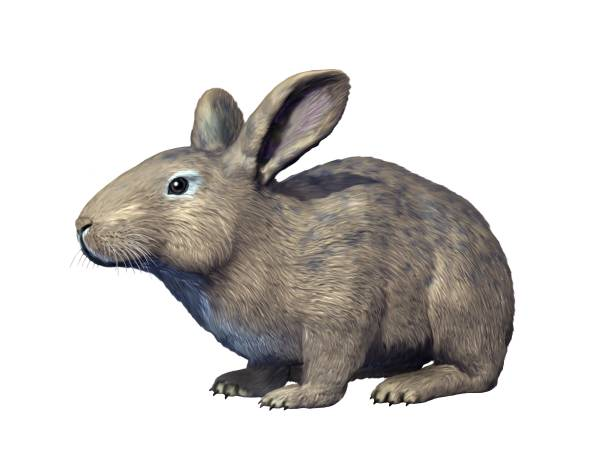
Реконструкція

Palaeolagus — викопний рід зайцеподібних. Палеолаг жив в еоцені та олігоцені Північної Америки.
Викопні рештки кроликів мізерні, а ті екземпляри, які були знайдені, часто надто фрагментарні, щоб визначити задовільний зв'язок із живими формами. Найновіший філогенетичний аналіз відновив його як близького родича останнього спільного предка живих Leporidae та Ochotonidae, оскільки він демонструє мозаїку характерів, типових для обох груп.